# 東京さつきホスピタル
東京さつきホスピタル（とうきょうさつきホスピタル、英文名称：Tokyo Satsuki Hospital）は、東京都調布市に所在する精神科病院。特定医療法人研精会（けんせいかい）が設立・運営する。
1957年（昭和32年）5月に山田病院（やまだびょういん）として東京都調布市金子（現在の調布市東つつじケ丘2丁目36-1）に開院。老朽化のため、旧山田病院の敷地にほど近い品川通り沿いの東つつじケ丘2丁目27-1へ移転新築し、2020年（令和2年）6月に現名称の東京さつきホスピタルへ改称してリニューアルオープンした。
なお本項では、研精会グループ全体の歴史とグループ法人が運営する他の施設についても記述する。

## 概要
診療科目は、精神科、心療内科、内科、小児科、発達・思春期精神科、リハビリテーション科。山田病院時代は精神科、内科、歯科であった。
東京さつきホスピタルの開院時には、精神科、心療内科、内科のみであったが、創設者で精神科医の山田禎一（やまだ ていいち、1925年11月25日 - 2019年1月23日）に代わり、山田禎一の次女である小児科医の山田多佳子（やまだ たかこ）が2代目理事長に就任したこともあり、開院後に小児科と児童精神科が追加された。さらに高齢者等の身体機能のリハビリテーションを行えるよう、リハビリテーション科が追加された。また精神科デイケア・ナイトケアも実施している。
山田病院時代には、グループ内の社会福祉法人新樹会（しんじゅかい）により、日本初となる精神障害者の授産施設「創造印刷」を調布市菊野台（京王線柴崎駅付近）に併設していた。障害者自立支援法施行により「創造印刷」は授産施設から就労継続支援B型事業所へ移行した。また「創造印刷」には、精神障害者の地域生活を支援する「地域生活支援センター 希望ヶ丘」が併設されていた（「希望ヶ丘」は調布市からの委託事業である）。その後、施設の老朽化、印刷のデジタル化と省力化、利用者の高齢化などにより、山田病院の建て替えに合わせて「創造印刷」も移転し、印刷所から「創造農園」へ移行した。「創造農園」では農作業のほか、手芸・陶芸、清掃・調理、病院併設のカフェ「空と大地と」の運営などを行う。また同時に「地域生活支援センター 希望ヶ丘」も東京さつきホスピタルの別棟へ移転した。
また創設者の出身地である富山県滑川市に、グループ法人の社会福祉法人周山会があり、高齢者福祉施設や専門学校などを運営している。

### 施設概要
病院施設の概要は以下のとおり。
- A棟（2022年12月1日時点、23床あった旧2S病棟は2022年11月30日をもって閉鎖。）
  - 3階 - 3病棟（60床）うち12床はストレスケア病床、屋上、C棟渡り廊下
  - 2階 - 2S病棟（48床）、2N病棟（48床）
  - 1階 - 総合受付、待合室、外来診察室、相談室、放射線室（CT、X線）、調剤室、事務室、厨房
- B棟
  - 2階 - デイケア活動室
  - 1階 - デイケア活動室
- C棟
  - 3階 - 作業療法室、A棟渡り廊下
  - 2階 - 訪問看護ステーション「ゆい調布」、希望ヶ丘オープンスペース、総合スタッフルーム
  - 1階 - 創造農園作業室、カフェ「空と大地と」

## 特色

### 新病院名
2020年（令和2年）病院の新築移転とともに病院名を山田病院から東京さつきホスピタルに名称が変更された。病院名が決まる背景には、理事長の病院の場所がわかるように地域名を入れ、柔らかい印象の大和言葉を使いたいとの要望より、法人の創業月の5月から「さつき」、地域名の「東京」を入れて「東京さつきホスピタル」に決定した。

### 児童精神科
東京さつきホスピタルは2020年（令和2年）病院の新築移転とともに発達・思春期精神科の診療を開始した。現理事長の山田多佳子は元々小児科医であり、児童虐待や自殺が社会問題となる中で、子どもたちが少しでも生きやすい社会を作りたいと考えていた。そこに関東医療少年院や東京都立小児総合医療センターなどで職歴がある児童精神科医の遠藤季哉医師が加わり、思春期精神科外来と思春期病棟の開設に至った。病棟開設時は12床。2021年（令和3年）6月、需要拡大により、思春期病棟を3病棟から新たに開棟した2C病棟に移動させ、12床から25床に増床した。さらなる需要拡大により2023年（令和5年）1月には、2C病棟を拡大させ48床に増床する予定である。
2020年（令和2年）の思春期病棟新設時は遠藤季哉医師1人で病棟を受け持っていたが、病棟拡大などで病棟を1人で受け持つことが難しくなり、遠藤医師と同じ東京都立小児総合医療センターなどで職歴のある医師や公認心理師、看護師などが加わった。2021年（令和3年）6月時点で常勤医師4人（遠藤季哉医師、中川吉丈医師、川久保綾香医師、松居ゑり子医師）、常勤公認心理師2人、看護師15人が思春期病棟を受け持っている。
病棟拡大移転前の3病棟では思春期病棟の病床数が少なかったため、夜勤を他病棟の看護師が兼任していたが、病棟拡大に伴い病棟看護師も増加し、2交代制となり思春期病棟看護師が夜勤も担当するようになった。思春期病棟開設時から思春期ショートケアを開始し、思春期ショートケアは毎週土曜日12時30分から15時30分までB棟2階で開所している。
2022年（令和4年）4月からは、精神科医と小児科医を対象とした1年間の発達・思春期精神科サブスペシャリティレジデント研修プログラムを開始した。資格取得はできないが「臨床上の武器になる」「かなりわかる」レベルの力をつけることを目的とし、臨床能力の向上に焦点を当てた実践的な研修を行っている。

### 医療と福祉の融合
東京さつきホスピタルは入院・外来・デイケア・訪問診療・訪問看護といった医療サービスと、生活相談・就労支援・住まいの提供といった福祉サービスを融合させ、精神障がい者や心のケアを必要とする方、認知症高齢者、発達障害や思春期の悩みを抱えた方が安心して暮らせる場所を提供している。

#### 創造農園
社会参加として就労継続支援B型事業所精神障害者の創造農園（社会福祉法人新樹会が運営）がある。創造農園は1972年（昭和47年）日本で最初の精神障がい者のための授産施設として設立され、当時、精神障がい者に対して福祉の光が当てられていない中、精神障がい者に対してその独立心を損なうことなく、正常な社会人として生活することができるように援助することを目的としていた。時代のニーズに合わせて支援内容をリニューアルし、さまざまな分野のいろんな仕事に挑戦して一人ひとりが、自分に合った作業メニューと出会えるようにしている。

#### 希望ヶ丘
精神障害者の相談の場として地域活動支援センターI型／相談支援事業所の希望ヶ丘がある。希望ヶ丘は精神障がい者の自立、社会参加の促進を図るために、地域で生活をしている精神障がい者の日常生活の援助、日常的な相談への対応、地域交流活動を行っている。

#### 粋交舎
住まいとして共同生活援助（介護サービス包括型）／短期入所事業所の粋交舎がある。粋交舎は精神障がいをお持ちの方で、一人暮らしに不安を抱えてたり、日常生活において支援が必要な方について、生活の場を提供し、生活全般について相談助言を行い、概ね3年間でより自立した生活に移行できるように支援している。金銭管理・服薬管理・対人関係の向上など、各自で課題となる項目や優先順位が違うので、個別に支援計画を作成している。

## 歴史
- 1925年（大正14年）11月25日 - 創設者の山田禎一、富山県中新川郡北加積村野町（現在の富山県滑川市野町）にて生誕[13][14][15][16]。
- 1948年（昭和23年）9月 - 山田禎一、金沢大学医学部を卒業[13][16][17]、金沢大学医学部教授（当時）秋元波留夫との出会いにより精神科医の道を選び、金沢大学精神神経科に入局[16]。入局後、東京大学へ内地留学[18]。
- 1950年（昭和25年）頃 - 東京都立松沢病院で臺弘がロボトミー手術の際に「臺実験」を行う（詳細は当該記事を参照）。
- 1955年（昭和30年）
  - 4月1日 - 東京都北多摩郡調布町と神代町が合併し、調布市として市制施行[19]。
  - 山田禎一、秋元波留夫の命により金沢大学医学部精神神経科助教授に就任[16][18]。
- 1957年（昭和32年）
  - 4月1日 - 東京都南多摩郡稲城村が町制施行、南多摩郡稲城町となる[20]。
  - 山田禎一、金沢大学医学部を辞任[16][18]。研究者仲間であった東京都立松沢病院医長（当時）の臺弘の協力により精神科病院を開業すべく上京する[18]。
  - 5月 - 山田禎一が最初の精神科病院として、山田病院を開院し院長に就任[1][13]。27床、所在地は東京都調布市金子（現在の調布市東つつじケ丘2丁目36-1）[1][21]。
- 1964年（昭和39年）6月 - 山田禎一、調布市医師会副会長に就任[17]。
- 1965年（昭和40年）10月 - 山田禎一が2番目の精神科病院として、稲城台病院を開院し院長に就任[1]。112床、所在地は東京都南多摩郡稲城町（現在の稲城市若葉台3丁目7-1）[1][22]。
- 1969年（昭和44年）
  - 12月 - 山田禎一が脳卒中後遺症のリハビリテーション専門病院の必要性を感じたことから、温泉施設付きリハビリテーション科病院として箱根仙石原温泉病院を開院（現：箱根リハビリテーション病院）[1][23]。所在地は神奈川県足柄下郡箱根町仙石原1285。その設立・運営のため、医療法人社団一陽会を新たに設立[1]。また源泉を掘り当てたことから近隣の別荘地に温泉を販売するため、株式会社コンサートコーポレーションを設立[24]。
- 1971年（昭和46年）
  - 3月27日 - 石川清が日本精神神経学会で「臺実験」を人体実験であるとして告発、東大病院での赤レンガ闘争に発展する。なお山田禎一の次女で現理事長の山田多佳子はこの時期に医学部受験を志していたが、東大医学部の運動から始まった東大紛争が安田講堂占拠へ発展するなど、当時盛んであった学生運動を見て「親の期待通りに医学部を受験するのは正しいことなのか」と悩んだと述べている[7]。
  - 4月 - 医療法人社団研精会を設立[1]。山田病院と稲城台病院の運営を担う[1][25]。
- 1972年（昭和47年）
  - 3月 - 東京大学医学部教授であった臺弘（うてな ひろし）が同大学を定年退官[7]。
  - 8月2日 - 社会福祉法人新樹会を設立、厚生省より第1種社会福祉事業許可を取得[7]。
  - 9月 - 社会福祉法人新樹会、精神障害者の授産施設としては日本初となる「創造印刷」を東京都調布市菊野台（柴崎駅付近）に新設[1][7][13]。
  - 10月 - 山田禎一、調布市教育委員会委員に任命[17]。
- 1973年（昭和48年）
  - 1月 - 「創造印刷」開設を期に、精神医学の古典復刻を目的に「古典刊行会」を発足、山田禎一のほか、元東京大学教授の秋元波留夫、元東京都立松沢病院院長の金子嗣朗が発起人となる[7]。
  - 10月 - 臺弘が山田病院および「創造印刷」に着任[7]。「創造印刷」では週2回勤務[7]。
- 1974年（昭和49年）
  - 4月 - 社会福祉法人新樹会、前年発足の「古典刊行会」を発展させる形で出版部「創造出版」を「創造印刷」に併設[7]、精神医療に関する出版事業を開始[1][7]。
  - 4月 - 山田禎一、調布市医師会会長に就任[17]。
- 1977年（昭和52年）
  - 医療法人社団研精会、山田病院を増改築し、精神科病棟を221床へ増床[1]。
  - 臺弘が、カナダで開催された世界精神衛生連盟会議で「日本の精神障害者の地域ケアについて」と題して「創造印刷」の活動について発表を行う[7]。
- 1988年（昭和63年）4月 - 医療法人社団研精会、稲城台病院本館を新築、精神科326床、内科71床の397床へ増床[1]
- 1989年（昭和64年/平成元年）
  - 4月8日 - 山田禎一の出身地である富山県滑川市野町に、介護老人保健施設「なごみ苑」を開設[26]。富山県内での介護老人保健施設（老健）第1号となる[1]。その設立・運営のため、社会福祉法人周山会を新たに設立[1][26]。
- 12月1日 - 医療法人社団一陽会、箱根リハビリテーション病院に介護老人保健施設「サンライズ箱根」を併設（現：デンマークイン箱根）[1]。神奈川県内の介護老人保健施設第1号となる[1]。
- 1990年（平成2年）6月28日 - 医療法人社団研精会、稲城台病院に介護老人保健施設「ヒルトップロマン」を併設（現：デンマークイン若葉台）[1]。東京都内の介護老人保健施設第1号となる[1]。
- 1991年（平成3年）12月 - 臺弘、創造出版から『分裂病の治療覚書』を上梓（ISBN 978-4881582282）。
- 1992年（平成4年）
  - 4月 - 医療法人社団研精会、稲城台病院に併設し、東京南看護専門学校を開校[1][27]
  - 4月 - 社会福祉法人周山会、介護老人保健施設「なごみ苑」に認知症専門棟を増床、富山県内で初の認知症専門棟となる[1]。
- 1994年（平成6年）9月 - 医療法人社団研精会、稲城台病院を改築、精神科356床・内科71床の427床へ増床[1]。
- 1995年（平成7年）1月 - 医療法人社団研精会、山田病院に精神科デイケア「つつじヶ丘クラブ」を開設[1]。
- 1996年（平成8年）
  - 4月 - 社会福祉法人周山会を母体とし、介護老人保健施設「なごみ苑」に併設して、富山医療福祉専門学校を開校。理学療法科・作業療法科の2学科で開校（翌年度より介護福祉学科を新設）[1][16]。
  - 4月 - 社会福祉法人新樹会、精神保健福祉法改正により、第2種社会福祉事業へ変更[7]。
  - 7月 - 社会福祉法人新樹会、出版部「創造出版」を渋谷区代々木へ移転[7]。
- 1997年4月 - 医療法人社団研精会、介護老人保健施設「ヒルトップロマン」に認知症専門棟を増床[1]。
- 1998年 - 社会福祉法人新樹会、授産施設「創造印刷」に併設し、精神障害者地域生活支援センター「希望ヶ丘」を開設[1]。
- 2000年（平成12年）
  - 4月1日 - 介護保険法が施行、介護保険制度が開始される。これにより規制緩和が行われ、株式会社など民間企業も介護福祉事業への参入が可能となる。
  - 4月 - 株式会社コンサートコーポレーション、介護保険適用有料老人ホーム「デンマークINN小田原」を神奈川県小田原市に開設[1][24]。
  - 4月 - 社会福祉法人新樹会、山田病院に併設し、精神障害者援護寮「粋交舎」を開設[1]。
  - 10月 - 社会福祉法人周山会、介護老人保健施設「なごみ苑」に併設し、グループホーム「粋交舎滑川」、生活支援ハウス「なじみ」を開設[1]。
- 2002年（平成14年）2月 - 社会福祉法人新樹会、介護保険適用有料老人ホーム「デンマークINN深大寺」を東京都調布市深大寺東町に開設[1]。
- 2003年（平成15年）12月 - 東京都新宿区原町2丁目に、介護老人保健施設「デンマークイン新宿」と、小児科・歯科診療所「はらまちクリニック」を併設する形で開設[1]。
- 2004年（平成16年）
  - 6月 - 臺弘、創造出版から『分裂病の生活臨床』を上梓（ISBN 978-4881582930）。
  - 11月 - 株式会社コンサートコーポレーション、介護保険適用有料老人ホーム「デンマークINN府中」を東京都府中市に開設[1]。
- 2005年（平成17年）12月 - 医療法人社団研精会、稲城台病院に新館を増築、精神科339床・内科79床の418床へ増床[1]。
- 2008年（平成20年）12月 - 医療法人社団研精会、介護保険適用有料老人ホーム「デンマークINN調布」を東京都調布市西つつじケ丘2丁目に開設[1]。
- 2009年（平成21年）9月1日 - 山田禎一が富山県滑川市名誉市民に顕彰[28]。
- 2011年（平成23年） - 箱根リハビリテーション病院を全面改築、全4病棟を内科療養病棟とする[23][29]
- 2012年（平成24年）
  - 4月 - 社会福祉法人新樹会、障害者自立支援法施行に伴い「創造印刷」を就労継続支援B型事業所へ移行[7]。
  - 10月1日 - 山田禎一が東京都名誉都民に顕彰[15]。
  - 11月30日 - 山田禎一が調布市名誉市民に顕彰[13][30]。
- 2014年（平成26年）10月 - 中央青山監査法人出身で、創業者の山田家の親族（現理事長の山田多佳子の甥）にあたる公認会計士の石坂真一郎が、山田多佳子の招聘により副理事長に就任[31][8][32]。
- 2015年（平成27年）
  - 4月 - 高齢と健康上の理由により[33]、山田禎一が理事長を退き名誉会長に就任[1]、娘の山田多佳子が2代目理事長に就任[1][7]。
  - 10月 - 事業譲渡により、介護保険適用老人ホーム「デンマークINN小田原」と「デンマークINN府中」を株式会社コンサートコーポレーションから医療法人社団研精会へ移管[1][24]。
  - 10月 - 稲城台病院が認知症疾患医療センターの指定を受ける[1]。
- 2016年（平成28年）
  - 1月 - 医療法人社団研精会、医療法人社団一陽会を吸収合併。これにより、箱根リハビリテーション病院が医療法人社団研精会へ移管[1][24]。
  - 3月 - 稲城台病院で開院50周年記念式典を開催[22]。
  - 7月 - 稲城台病院で精神科デイケア、精神科訪問看護を開始[1]。
  - 8月 - 箱根リハビリテーション病院の4病棟（内科療養病棟）のうち、1病棟を回復期リハビリテーション病棟へ転換[29]、「回復期リハビリテーション病棟入院料」を算定開始[1][29]。
- 2017年（平成29年）
  - 1月 - 山田病院に「地域移行機能強化病棟」を設置[1]。
  - 3月 - 稲城台病院に精神科急性期病棟を設置[1][22]。
  - 3月 - 医療法人社団研精会、特定医療法人へ移行。特定医療法人研精会となる[1][34][35]。
  - 10月10日 - 社会福祉法人新樹会、調布市菊野台から東つつじケ丘へ仮移転[7]
  - 12月 - 箱根リハビリテーション病院で回復期リハビリテーション病棟を増床[29]。
- 2018年（平成30年）
  - 3月 - 稲城台病院に回復期リハビリテーション病棟を設置[1][22]。
  - 4月 - 山田病院の移転建て替え工事が着工[1]。
- 2019年（平成30年/令和元年）
  - 1月23日 - 創設者の山田禎一が逝去、享年93[13][15][35][36]。
  - 1月 - 箱根リハビリテーション病院に介護医療院を設置、神奈川県内では初の介護医療院となる[1][29]。
  - 3月11日 - 社会福祉法人新樹会、移転新築された東京さつきホスピタル付属棟の新社屋へ移転[7]。
  - 5月20日 - 社会福祉法人新樹会、「創造農園」運営のカフェ「空と大地と」をオープン[7]。
  - 8月1日 - 出版事業「創造出版」を再移転、社会福祉事業へ編入[7]。
  - 9月 - 特定医療法人研精会、中国に子会社として上海研精会を設立[37][38]、上海市に介護人材の育成教育施設「上海研精養老学院」を開設[38]。
- 2020年（令和2年）
  - 3月 - 箱根リハビリテーション病院で「地域包括ケア入院医療管理料」を算定開始[1]。
  - 4月 - 事業譲渡により、「デンマークINN深大寺」を社会福祉法人新樹会から特定医療法人社団研精会へ移管[1]。
  - 6月 - 山田病院を移転新築し、東京さつきホスピタルへ改称して開院[1][39]。
    - 6月13日 - 山田病院での外来診療を終了。
    - 6月17日 - 東京さつきホスピタルでの病棟稼働を開始。
    - 6月18日 - 東京さつきホスピタルでのデイケアを開始。
    - 6月22日 - 東京さつきホスピタルでの外来診療を開始

  - 8月1日 - 社会福祉法人新樹会、生活介護事業所「創造生活」を開設[7]。
  - 8月 - 東京さつきホスピタルに、認知症治療病棟を設置[1]。
  - 11月 - 東京さつきホスピタルに、精神科急性期治療病棟を設置[1]。
- 2021年（令和3年）
  - 4月 - 東京さつきホスピタルで、小児科外来診療を開始。
  - 6月  - 東京さつきホスピタルで、病棟構成の変更、2C病棟の開棟工事を着工。
    - 6月1日 - 2C病棟の開棟（25床）、2S病棟の縮小（48床から23床）。

  - 7月 - 東京さつきホスピタルで、2C病棟の開棟工事が完了、2C病棟の本格運用を開始。
  - 8月 - 東京さつきホスピタルに、児童・思春期精神科外来・病棟を設置[1]。
- 2022年（令和4年）
  - 5月 - 箱根リハビリテーション病院附属ゆい小田原クリニックを開院[1]。
  - 7月 - サービス付き高齢者向け住宅「デンマークINNつつじヶ丘」を開設[1]。
  - 8月 - 東京都立松沢病院と医療連携を開始[40]。
  - 10月 - 特定医療法人研精会・社会福祉法人新樹会が共同で、廃車となった東急8500系電車を購入し敷地内に設置（静態保存）するための「ハチゴープロジェクト」を立ち上げ、クラウドファンディングを開始[7]。
- 2023年（令和5年）
  - 10月9日 - 東急8500系電車の一般公開が始まる。当面、車内は平日の10～15時に公開される[41]。

## 診療科
- 心療内科
- 精神科
- 内科
- 小児科
- 発達・思春期精神科
- リハビリテーション科

## 外来診療時間
外来診療時間等は以下のとおり（2021年6月1日時点）。
| 診療科            |      | 月 | 火 | 水 | 木 | 金 | 土 |
| ----------------- | ---- | -- | -- | -- | -- | -- | -- |
| 精神科・心療内科  | 午前 | ○  | ○  | ○  | ○  | ○  | ○  |
| 精神科・心療内科  | 午後 | ○  | ○  | ○  | ○  | ○  | ✕  |
| 精神科・心療内科  | 夕方 | ✕  | ✕  | ✕  | ○  | ✕  | ✕  |
| 発達・思春期 初診 | 午前 | ○  | ○  | ○  | ✕  | ○  | ○  |
| 発達・思春期 初診 | 午後 | ✕  | ○  | ○  | ✕  | ○  | ✕  |
| 発達・思春期 再診 | 午前 | ○  | ○  | ○  | ✕  | ○  | ○  |
| 発達・思春期 再診 | 午後 | ○  | ○  | ○  | ○  | ○  | ✕  |
| 内科              | 午後 | ✕  | ○  | ○  | ✕  | ✕  | ✕  |
| 小児科            | 午前 | ○  | ○  | ✕  | ○  | ○  | ○  |
| 小児科            | 午後 | ✕  | ✕  | ✕  | ✕  | ○  | ✕  |

受付時間
- 午前　9:00～11:30
- 午後　11:30～16:00
- 夕方　16:00～18:30

診療時間
- 午前　9:30～12:00
- 午後　13:00～16:00　小児科のみ14:00～17:00
- 夕方　16:30～19:00

## 周辺
- ミニストップ 調布東つつじケ丘店
- セブンイレブン つつじヶ丘南口店
- オーベル薬局 東つつじヶ丘店
- 実篤公園
- 東京慈恵会医科大学附属第三病院
- 至誠会第二病院

## 交通アクセス
- 京王線つつじヶ丘駅南口より300m[43]

## 関連施設
詳細は、研精会グループ公式サイト内「施設のご紹介」を参照。

### 東京さつきホスピタル
- 訪問看護ステーション「ゆい調布」
- 就労継続支援B型事業所「創造農園」（旧称：創造印刷）
  - 創造出版（創造印刷出版部）
- 生活介護事業所「創造生活」
- グループホーム「粋交舎」
- 地域生活支援センター「希望ヶ丘」
- 東急8500系 デハ8530号

### その他の施設

#### 病院
- 稲城台病院 - 東京都稲城市若葉台3丁目7-1
  - 訪問看護ステーション「ゆい若葉台」
  - 介護支援センター「ゆい若葉台」
- 箱根リハビリテーション病院
  - 箱根リハビリテーション病院附属 ゆい小田原クリニック
- はらまちクリニック - デンマークイン新宿併設

#### 高齢者施設
- 介護老人保健施設「なごみ苑」- 富山県滑川市
  - グループホーム「粋交舎滑川」、生活支援ハウス「なじみ」、指定居宅介護支援事業所「なごみいきいきセンター」を併設
- 介護老人保健施設「デンマークイン箱根」- 箱根リハビリテーション病院に併設（旧称：サンライズ箱根）
- 介護老人保健施設「デンマークイン若葉台」- 稲城台病院に併設（旧称：ヒルトップロマン）
- 介護老人保健施設「デンマークイン新宿」
- 有料老人ホーム「デンマークINN小田原」
- 有料老人ホーム「デンマークINN深大寺」
- 有料老人ホーム「デンマークINN府中」
- 有料老人ホーム「デンマークINN調布」
- サービス付き高齢者向け住宅「デンマークINNつつじヶ丘」

#### 教育・保育施設
- 東京南看護専門学校 - 稲城台病院に併設
- 富山医療福祉専門学校 - 「なごみ苑」に併設
- やなぎはら保育園 - 「なごみ苑」に併設